# Carlos Romero Muñoz
Carlos Romero Muñoz es un filólogo y cervantista español, nacido en Madrid, España en 1936.

## Obra
La mayor parte de la obra de Carlos Romero se ha publicado en Italia donde han transcurrido más de treinta años de su vida profesional. Como cervantista, Romero ha publicado numerosos trabajos sobre Los trabajos de Persiles y Sigismunda, historia septentrional, la identidad de Avellaneda, las Novelas Ejemplares, Sansón Carrasco, Teresa Panza, etc.

### Libros
- Estudios de lexicología hispánica, Valladolid, Ceres, 1977. V. 1: Usos figurados de "pesadumbre": (Siglos XVI al XIX)
- Para la edición crítica del Persiles: (bibliografía, aparato y notas), Milano, Cisalpino-Goliardica, 1977
- Introduzione al Persiles di Miguel de Cervantes, Venezia, Gruppo per gli studi di ispanistica del CNR, 1968

#### Libros en colaboración
- Repertorio bibliografico delle opere di interesse ispanistico (spagnolo e portoghese) pubblicate prima dell'anno 1801 in possesso delle biblioteche veneziane, A cura di M. C. Bianchini, G. B. De Cesare, D. Ferro e C. Romero, Venezia, Consiglio nazionale delle ricerche, 1970

#### Ediciones críticas
Miguel de Cervantes, Los trabajos de Persiles y Sigismunda, ed. de Carlos Romero Muñoz, Madrid, Cátedra, 1.ª ed. 1997 ISBN 84-376-1544-5. 5.ª ed. ISBN 84-376-1544-5

#### Editor de actas
- Le mappe nascoste di Cervantes, Treviso, Santi Quaranta, 2004.Actas del 1.er Colloquio internazionale In Limene al IV Centenario del "Quijote" (1605), celebrado en Venecia, en abril de 2003. ISBN 88-86496-54-0
- Il falconiere del re: atti della giornata di studio dedicata ad Ausias March: Ateneo Veneto, Sala Tommaseo, 8 Aprile 2000, a cura di Patrizio Rigobon e Carlos Romero Munoz, Venezia, Universita Ca' Foscari di Venezia, Dipartimento di Studi Anglo-americani e Ibero-americani, 2004
- Atti della Quinta Giornata cervantina: Venezia, 24-25 novembre 1995, a cura di Carlos Romero Muñoz, Donatella Pini, Antonella Cancellier, Padova, Unipress, 1998 ISBN 88-8098-038-6
- La cultura catalana tra l'umanesimo e il barocco: atti del 5. Convegno dell'Associazione italiana di studi catalani: Venezia, 24-27 de marzo de 1992, a cura di Carlos Romero e Rossend Arques, Padova, Programma, 1994
- Atti delle Giornate cervantine: Venezia, 7 maggio 1991 (2. Giornata); Padova, 4 maggio 1992 (3. Giornata); Venezia, 23 aprile 1993 (4. Giornata), a cura di Carlos Romero Munoz, Donatella Pini Moro, Antonella Cancellier, Padova, Unipress, 1995. ISBN 88-8098-087-4

Se han publicado en su honor, Trabajo y aventura: studi in onore di Carlos Romero Muñoz, a cura di Donatella Ferro, Consiglio Nazionale delle Ricerche, Università Ca'Foscari di Venezia, Roma, Bulzoni, 2004. ISBN 88-8319-906-5